# Michael Bolton
Michael Bolotin (New Haven, Connecticut; 26 de febrero de 1953), conocido artísticamente como Michael Bolton, es un cantautor estadounidense que logró gran éxito a mediados de la década de 1980 y a inicios de la década de 1990. Se destaca por ser uno de los exponentes más populares del soft-rock y la balada romántica estadounidense de esa época, sus temas se han transformado en clásicos de la llamada música de los 80 y 90s. 
Sus logros incluyen la venta de 70 millones de álbumes, ocho álbumes en Top Ten, dos sencillos en número uno de las listas de Billboard y premios como el Grammy.

## Infancia
Nació en el seno de una familia judía de origen ruso de New Haven, Connecticut, Estados Unidos. Es el menor de tres hermanos, cuyos nombres son Sandra y Orrin. Desde pequeño demostró su gran talento musical y a la temprana edad de 16 años firmó su primer contrato discográfico.

## Carrera profesional

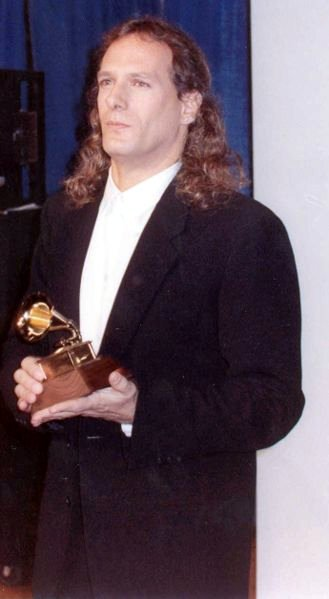
Bolton en la entrega del Grammy de 1990.

En 1975 lanzó su primer álbum bajo el nombre artístico de 'Michael Bolotin. Un año más tarde, “Everyday of My Life” sale a la luz.
A principios de 1983 acorta su nombre por motivos comerciales a “Michael Bolton” y lanza un álbum homónimo después de obtener su primer éxito como compositor, coescribiendo el tema "How Am I Supposed To Live Without You" para la cantante Laura Branigan. Este tema casi llegó a ubicarse en el Top 10 de las radios estadounidenses, y logró mantenerse en los charts durante 3 semanas. Gracias al éxito obtenido deciden volver a trabajar juntos, esta vez con el tema "I Found Someone" en 1985. Esta canción no pudo alcanzar la popularidad del anterior, pero dos años más tarde, la cantante Cher la llevó a convertirse en un hit. A partir de ese momento, Michael trabaja para las dos cantantes paralelamente. Pero su popularidad se dio cuando comenzó a coescribir con cantautores de la talla de Babyface, Diane Warren, y Bob Dylan. También escribió canciones para Kenny G, Barbra Streisand, Kiss, Kenny Rogers, Peabo Bryson, Paul Gillman y Patti LaBelle.
Junto al famoso saxofonista Kenny G, grabó varios éxitos, incluso presentándose en vivo para los premios Grammy, con el tema: "How Am I Supposed To Live Without You". Entre otros éxitos junto al saxofonista se destaca "send me".
Ha cantado con famosos artistas de todos los estilos como Plácido Domingo, Luciano Pavarotti, Renée Fleming, Mateo Blanco, Claudio Baglioni, Zucchero, Patti LaBelle, Céline Dion, Ray Charles, Lonely Island, Percy Sledge, Wynonna Judd, y BB King.
En 1985 “Everybody's Crazy” sale al mercado. Dos años después, el disco “The Hunger” es presentado, y prosigue con “Soul Provider” que en 1989 le supone por fin un gran éxito comercial en todo el mundo.
Inicia la década de los noventa con el lanzamiento de “Time, Love & Tenderness” (1991); posteriormente sale a la venta “Timeless: the Classics” ; y en 1993 realiza dos nuevos discos: “The One Thing (álbum)” y “The Artistry of Michael Bolotin”.
En 1995 aparece un disco recopilatorio de grandes éxitos: “Greatest Hits (1985-1995)". Un año más tarde se publica un disco navideño, “This Is The Time: The Christmas Album”.
En 1997 graba “All That Matters” y en 1998 “My Secret Passion”. Finaliza la década con el lanzamiento del disco “Timeless: The Classics, Vol. 2” (1999).
En la década del 2000 publica “Only A Woman Like You” (2002), “Vintage " (2003), “'Til The End Of Forever” (2005), “Bolton Swings Sinatra” (2006) y "One World, One Love" (2009). Este último álbum cuenta con la colaboración de artistas como Ne-Yo y Lady GaGa.
El 2 de abril de 2014 tuvo programado su primer concierto en Costa Rica.
En 2022 va a representar a Connecticut en el American Song Contest con la canción “Beautiful World’’

## Vida personal

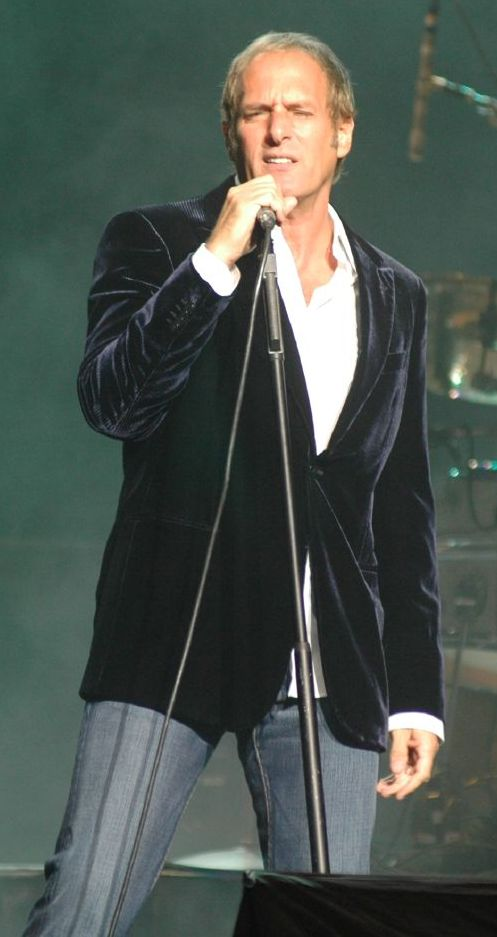
Michael Bolton en Sunrise, Florida

Bolton es el padre de tres hijos (Iso, Holly y Taryn) nacidos durante su unión con Maureen McGuire, que duró de 1975 a 1990. Estuvo comprometido con la actriz Nicollette Sheridan desde marzo de 2006 hasta agosto de 2008. Además, es fundador del equipo de softball The Bolton Bombers. Michael Bolton se ha estrenado como abuelo a los 57 años de edad cuando el 12 de octubre de 2010 su hija Taryn, de 31 años, dio a luz a un niño llamada Amel Rose. «Es pura alegría», dice en su blog el cantante, extraño con su nuevo rol familiar. «Es raro; a ver cómo me acostumbro».

### Complicaciones de salud
El 6 de enero de 2024 anunció que padecía un tumor cerebral.
Bolton fue operado del glioblastoma cerebral y posteriormente tuvo que someterse a una segunda intervención por una infección, actualmente está en monitoreo ya que la reincidencia es un 90% de los casos de cáncer cerebral. 

## Aparición en otros medios
Aparece en un cameo en la película de 2002 Snow Dogs, durante una secuencia de sueño del protagonista Cuba Gooding Jr, Aparece también en el primer capítulo de la décima temporada y segundo de la  duodécima temporada de Two and a Half Men como él mismo, donde Walden (Ashton Kutcher) le pide matrimonio a Alan, Walden contrata a Michael para cantar "When a man loves another Man" en el momento que se casan. Luego se acuesta con las madres de Alan y Walden, para después cantar "When a man loves two woman".
También tuvo un breve cameo en la telenovela brasileña el Clon. También tuvo un cameo en la Serie de Comedia "La Niñera" (The Nanny) en 1998, temporada 5, episodio 11: erupción al juicio. 

## Discografía
- Michael Bolotin (1975)
- Everyday of My Life (1976)
- Michael Bolton (1983)
- Everybody's Crazy (1985)
- The Hunger (1987)
- Soul Provider (1989)
- Time, Love & Tenderness (1991)
- Timeless: The Classics (1992)
- The One Thing (1993)
- The Artistry of Michael Bolotin (1993)
- Greatest Hits (1985-1995) (1995)
- This Is The Time: The Christmas Album (1996)
- All That Matters (1997)
- My Secret Passion (1998)
- Timeless: The Classics Vol. 2 (1999)
- Love Songs (2001)
- Only A Woman Like You (2002)
- Vintage (2003)
- 'Til the End of Forever (2005)
- Bolton Swings Sinatra (2006)
- Best of Michael Bolton Live DVD (2007)
- A Swinging Christmas (2007)
- One World One Love (2009)
- Songs Of Cinema (2017)
- A Symphony Of Hits (2019)
- Spark Of Lights (2023)
- Christmas Time (2023)

### Sencillos
| Año  | Canción                                 | Mejores 100   | Álbum                           |
| ---- | --------------------------------------- | ------------- | ------------------------------- |
| 1983 | "Fool's Game"                           | 82            | Michael Bolton                  |
| 1985 | "Everybody's Crazy"                     | -             | Everybody's Crazy               |
| 1987 | "That's What Love Is All About"         | 19            | The Hunger                      |
| 1988 | "Sittin' On The Dock Of The Bay"        | 11            | The Hunger                      |
| 1988 | "Wait On Love"                          | 79            | The Hunger                      |
| 1989 | "Soul Provider"                         | 17            | Soul Provider                   |
| 1989 | "How Am I Supposed To Live Without You" | 1 (3 semanas) | Soul Provider                   |
| 1990 | "How Can We Be Lovers"                  | 3             | Soul Provider                   |
| 1990 | "When I'm Back On My Feet Again"        | 7             | Soul Provider                   |
| 1990 | "Georgia On My Mind"                    | 36            | Soul Provider                   |
| 1991 | "Love Is A Wonderful Thing"             | 4             | Time, Love & Tenderness         |
| 1991 | "Time, Love & Tenderness"               | 7             | Time, Love & Tenderness         |
| 1991 | "When A Man Loves A Woman"              | 1 (1 semana)  | Time, Love & Tenderness         |
| 1992 | "Missing You Now"                       | 12            | Time, Love & Tenderness         |
| 1992 | "Steel Bars"                            | -             | Time, Love & Tenderness         |
| 1992 | "To Love Somebody"                      | 11            | Timeless, The Classics          |
| 1992 | "Reach Out I'll Be There"               | -             | Timeless, The Classics          |
| 1993 | "Said I Loved You...But I Lied"         | 6             | The One Thing                   |
| 1993 | "Soul Of My Soul"                       | -             | The One Thing                   |
| 1994 | "Completely"                            | 32            | The One Thing                   |
| 1994 | "Lean On Me"                            | -             | The One Thing                   |
| 1995 | "Can I Touch You...There?"              | 27            | Greatest Hits (1985-1995)       |
| 1996 | "A Love So Beautiful"                   | -             | Greatest Hits (1985-1995)       |
| 1996 | "I Found Someone"                       | -             | Greatest Hits (1985-1995)       |
| 1996 | "I Promise You"                         | -             | Greatest Hits (1985-1995)       |
| 1997 | "Go The Distance"                       | 24            | All That Matters                |
| 1997 | "The Best Of Love"                      | -             | All That Matters                |
| 1998 | "Safe Place From The Storm"             | -             | All That Matters                |
| 2000 | "Sexual Healing"                        | -             | Timeless: The Classics Volume 2 |
| 2001 | "Whiter Shade Of Pale"                  | -             | Timeless: The Classics Volume 2 |
| 2002 | "Only A Woman Like You"                 | -             | Only A Woman Like You           |
| 2002 | "Dance With Me"                         | -             | Only A Woman Like You           |
| 2003 | "When I Fall In Love"                   | -             | Vintage                         |
| 2006 | "'Til The End Of Forever"               | -             | Til The End Of Forever          |
| 2009 | "'Murder My Heart"                      | -             | Murder My Heart                 |
| 2011 | "Jack Sparrow (The Lonely Island)"      | -             | Turtleneck and Chain            |